# Zapote de las Cuatas
Zapote de las Cuatas är en ort i Mexiko.   Den ligger i kommunen La Huacana och delstaten Michoacán de Ocampo, i den södra delen av landet, 300 km väster om huvudstaden Mexico City. Zapote de las Cuatas ligger 196 meter över havet och antalet invånare är 146.
Terrängen runt Zapote de las Cuatas är varierad. Runt Zapote de las Cuatas är det glesbefolkat, med 16 invånare per kvadratkilometer. Närmaste större samhälle är Cupuán del Río, 7,7 km väster om Zapote de las Cuatas. I omgivningarna runt Zapote de las Cuatas växer huvudsakligen savannskog.